# Pite-Altervattnet
Pite-Altervattnet är en sjö i Älvsbyns kommun i Norrbotten och ingår i Alterälvens huvudavrinningsområde. Sjön har en area på 1,6 kvadratkilometer och ligger 70 meter över havet. Sjön avvattnas av vattendraget Alterälven.

## Delavrinningsområde
Pite-Altervattnet ingår i det delavrinningsområde (729982-175037) som SMHI kallar för Utloppet av Pite-Altervattnet. Medelhöjden är 139 meter över havet och ytan är 17,43 kvadratkilometer. Räknas de 2 avrinningsområdena uppströms in blir den ackumulerade arean 81,26 kvadratkilometer. Alterälven som avvattnar avrinningsområdet har biflödesordning 1, vilket innebär att vattnet flödar genom totalt 1 vattendrag innan det når havet efter 44 kilometer. Avrinningsområdet består mestadels av skog (73 procent). Avrinningsområdet har 1,6 kvadratkilometer vattenytor vilket ger det en sjöprocent på 9,2 procent.